# Cappa magna

Kardinaal koraal gewoonte met winter magna cape

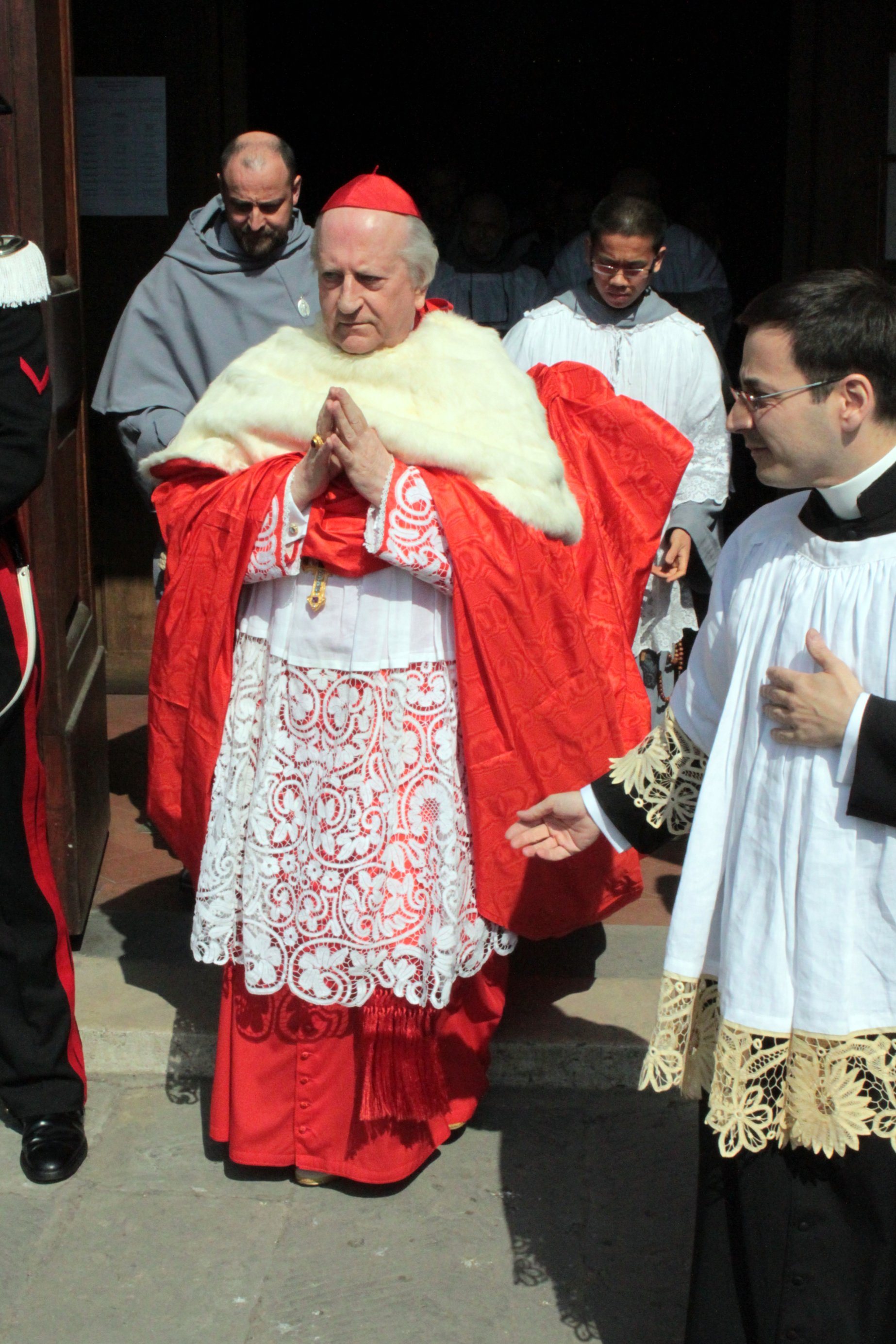
Frank kardinaal Rode met Cappa Magna

De Cappa Magna is een verlengde ceremoniële mantel die door bisschoppen en kardinalen wordt gedragen bij een Hoogmis of processie als ze niet celebreren.
De snit ervan is veranderd: de lengte werd verkort in 1952. Voor het Tweede Vaticaanse Concilie (1962-1965) was het gebruik ervan vrij algemeen, tegenwoordig komt de Cappa Magna nog maar zelden uit de kast.
De Cappa Magna is rood voor kardinalen en paars voor (aarts)bisschoppen. Abten dragen een cappa in de voorgeschreven kleur van hun habijt. Zo heeft een benedictijner abt het recht op een zwarte cappa.
De cappa werd gedragen door een caudatarius, een geestelijke die het uiteinde van de cappa droeg als deze in zijn eigen bisdom was. Vandaar dat kardinalen in Rome altijd zelf hun cappa droegen, of lieten slepen.